# Leif (film)
Leif – ...en kanonfilm är en svensk komedifilm från 1987 med manus och regi av Claes Eriksson. I rollerna ses bland andra Galenskaparna och After Shave (Knut Agnred, Anders Eriksson, Claes Eriksson, Per Fritzell, Kerstin Granlund, Peter Rangmar och Jan Rippe) och Laila Westersund. Filmen hade premiär den 26 juni 1987.

## Handling[2]
Handlingen utspelar sig i samhället Rotum vars stora arbetsgivare är en vapenfabrik. I lokaltidningen påstår signaturen Leif att fabriken ägnar sig åt illegal vapenhandel. Detta skapar stor upprördhet i samhället, främst riktad mot den mystiske Leif, som med sin insändare vänder upp och ned på tillvaron i det lilla samhället som är starkt beroende av vapenfabriken.

## Om filmen
Under inspelningen av filmen uppdagades Boforsaffären. Då affären påminde mycket om filmens handling skrev Claes Eriksson i eftertexterna att ”varje likhet med verkligheten i denna film är tyvärr större än den borde vara”.
Leif har visats i SVT, bland annat i mars 2025.

## Rollista (i urval)[4]
- Anders Eriksson – Direktör Gunnar Volt
- Kerstin Granlund – Doris Volt/Florence Hasselback/Max hustru/Sjuksköterska m.fl.
- Claes Eriksson – Max Koger/Kommunalrådet Hylén
- Knut Agnred – Sven "Rambo" Larsson/Fackordfördande Tommy Backman/Man med brinnande dass/Raggare/Kirurg/Traktorförare m.fl.
- Per Fritzell – Niklas Kortnoj/RaggareHåkan Volt/Torgny Assarsson/Glassköpande polis m.fl.
- Peter Rangmar – Inspektör Mård/Taxichaufför/Biskop/Dr. Forsman/Konstantin Holm/Raggare/Präst m.fl.
- Jan Rippe – Lars Erik Ingemar Fred/Assistent Nilsson/Ingvar Laser/Plektrummontören Nisse/Korvkioskägaren/Glassköpande polis m.fl.
- Per Westman – Maximillian Volt
- Laila Westersund – Signe Fred
- Bengt Hernvall – Bertil Fred
- Pierre Jonsson – Iranier
- Kimmo Rajala – Iranier
- Harald Karlsson – Busen

## Utgivning
Filmens soundtrack gavs på LP och kassettband 1987, och på CD 1998. 1987 gavs även två EP-skivor ut med titlarna Leifs sång och Dröm om kärlek.